# Clódio Macer

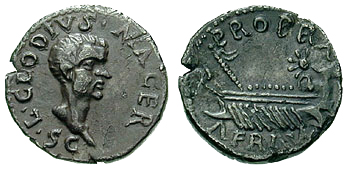
Retrado de Lúcio Clodio Macer em um denário

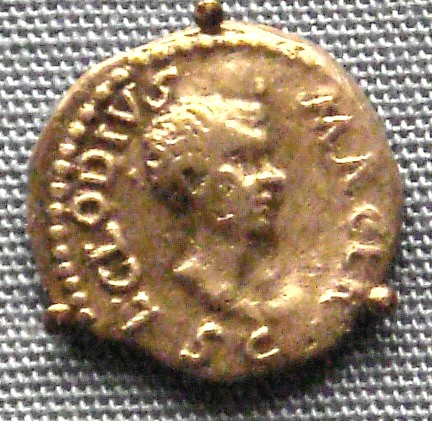
Denário de prata do Clodius Macer, 68. Museu Britânico

Lúcio Clódio Macer era um soldado do Império Romano na África na época de Nero. Ele se rebelou em maio do ano 68, cortando o suprimento de alimentos de Roma, possivelmente instigado por Cálvia Crispinila. Animado por Galba, Macer criou uma legião, a Macriana liberatrix para unir forças com a Legio III Augusta que ele mesmo comandava, que presumivelmente levantou a suspicácia de Macer que também abrigou ambições imperiais, e em outubro de 68 Galba e os que estavam com ele o capturaram e o mandaram executar.
Os denários de Macer são extremamente raros, e hoje em dia somente se conhece a existência de 85, dos quais 20 levam o seu retrato.